# Feribot

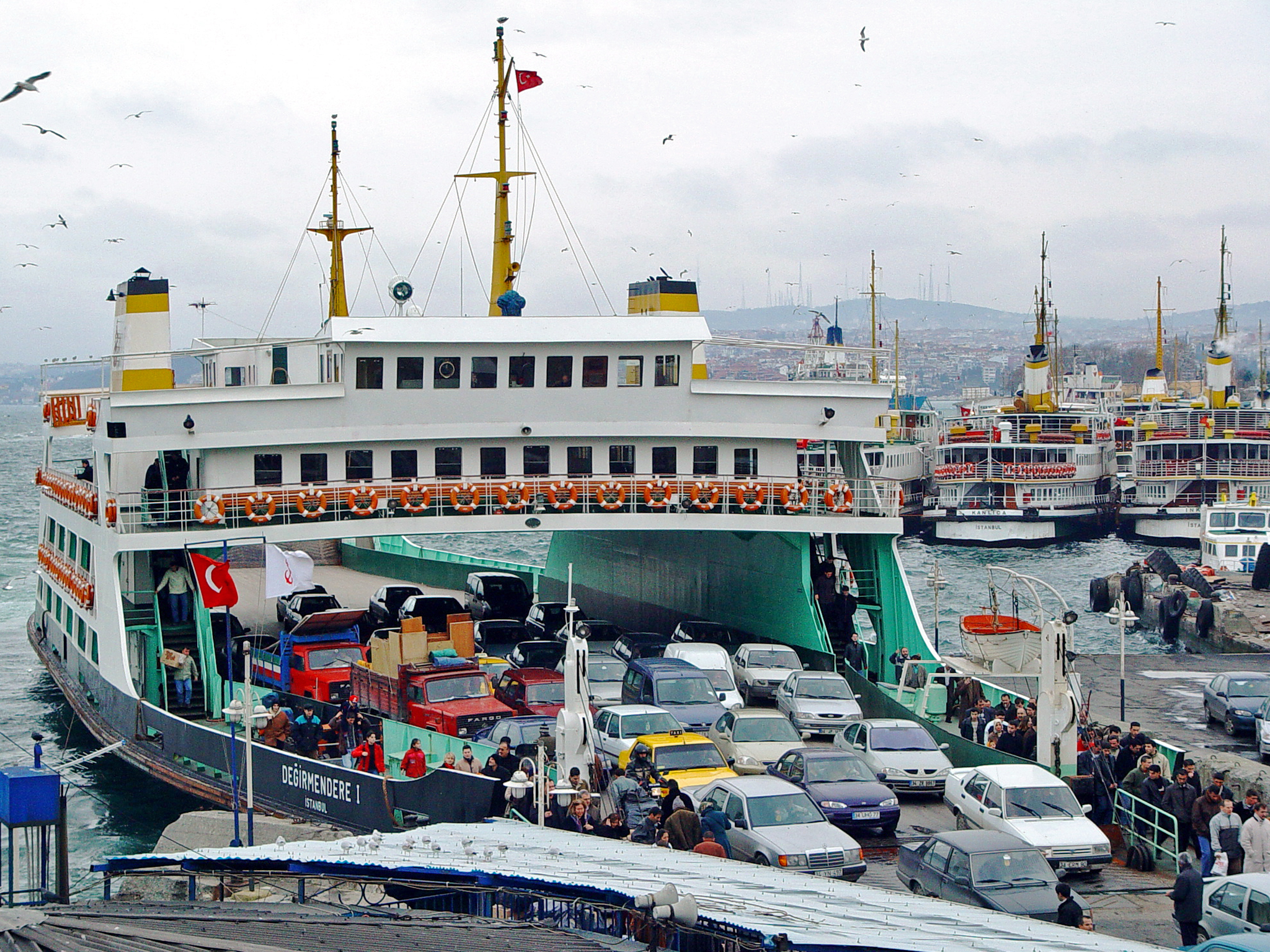
Un feribot cu pod înclinabil din Istanbul pentru transportul autovehiculelor

Feribotul (scris uneori și ferry-boat) este o navă cu sau fără propulsie proprie, de construcție specială utilizată pentru transportul locomotivelor și vagoanelor de cale ferată (pasageri și mărfuri), autocamioanelor, automobilelor și în general a oricărui vehicul greu peste un râu, fluviu, lac sau strâmtori și canale dintr-un spațiu marin.
Exploatarea unei linii de feribot necesită și instalații de racordare specială pentru fiecare punct de acostare, cu ajutorul căreia se recuperează diferența de nivel între platforma cheiului și puntea navei feribot, datorită variațiilor de nivel ale apei sau pescajului navei.
Feribotul este prevăzut cu mai multe linii de cale ferată montate pe punți și tancuri de balast pentru echilibrare în timpul operațiunilor de încărcare/descărcare.

## Istoric
În anul 1811 nava Juliana construită de inventatorul american John Stevens, a început să funcționeze ca primul feribot cu abur între New York City și Hoboken, New Jersey.
Prima instalație de feribot a fost însă cea de la Firth of Forth între Granton și Burn Island în apropiere de Edinburg, Anglia înființată în 1850.
În 1854 se pune în exploatare și prima instalație de pe continent între Hamburg și Ruhrort pentru traversarea Rinului.
Într-un memoriu asupra feribotului de la Rheinhausen din 1866, se menționează un feribot construit pe Nil prevăzut cu o platformă ridicătoare cu șuruburi acționată de oameni instalată pe navă.
Pe lacul Constanța din Elveția exista o linie de feribot în anul 1870 de 12 km lungime între Romanshorn și Frederichshafen.
În Marea Baltică se inaugurează  în anul 1872 o linie peste Micul Belt, apoi linia Stralsund-insula Rügen în 1883, peste Marele Belt, linia între Copenhaga și portul suedez Malmö, linia între portul danez Gjeder și cel german Warnemünde.
În S.U.A. prima cursă de feribot are loc în anul 1893 pe lacul Michigan, iar la New York feribot-urile erau deja foarte răspândite, făcând legătura cu orașul prin North River și East River.
În Asia s-a construit primul feribot pe lacul Baikal având o linie de 60 km lungime, iar în Japonia de 100 km lungime între insulele Hondo și Kokkaido.
Pentru legătura între Franța și Anglia peste Marea Mânecii prima cursă de feribot a fost inaugurată în anul 1917 cu plecarea din portul Southampton.
În anul 1924 s-a deschis linia de feribot între Harwich, Anglia și Zeebrugge, Belgia.
În anul 1976 a intrat în serviciu feribot-ul Railship I, cel mai mare la cea dată. Construit la șantierele navale din Bremen pentru curse între porturile suedeze, germane și finlandeze, feribot-ul avea un deplasament de 7250 t, lungimea de 151 m, lățimea de 21,6 m, pescaj de 6,2 m, puterea motoarelor de 19200 CP și viteza de 20,5 Nd. Pe fiecare din cele 3 punți erau montate 5 linii pentru vagoane, iar pe toate cele 1307 linii puteau staționa 73 de vagoane de cale ferată.
În prezent, cel mai mare feribot este MS Ulysses, operat de către compania Irish Ferries între Irlanda și Țara Galilor.

## Avantaje
Avantajele utilizării feribotului pentru transbordarea garniturilor de cale ferată sunt foarte mari, în special în cazul unui trafic intens:
- pasagerii nu părăsesc compartimentele din vagoane nici în timpul nopții
- traficul de mărfuri este mult mai rapid

## Tipuri
Funcție de instalațiile de racordare cu malul, sunt mai multe tipuri constructive:
- feribot cu plan înclinat și cărucior – poate acoperi numai variații mici de nivel, este de tip vechi ce nu se mai utilizează în prezent
- feribot cu ponton și pasarelă de racordare – de asemeni un tip vechi, utilizate cu caracter provizoriu; o astfel de instalație fost utilizată în timpul primului război mondial pentru restabilirea legăturii dintre Giurgiu și Ruse
- feribot cu ascensor de racordare la pupă – un astfel de feribot a funcționat pe râul Volga în anii 1930
- feribot cu platformă mobilă – acest tip a fost utilizat pe râul Sfântul Laurențiu între Quebec și Montreal. Pentru îmbarcarea vagoanelor, platforma era adusă la nivelul cheiului, iar racordarea cu liniile de pe mal se făcea cu două punți articulate de platforma mobilă. Platforma avea o lungime de 83 m și o lățime de 13 m, iar puterea mașinilor de ridicat de 3200 CP.
- feribot cu macarale – vagoanele vin pe cheu deasupra unei platforme care este urcată de macarele și așezată pe navă; vagoanele sunt apoi împinse pe una din cele 3 linii de pe puntea feribot-lui. Acest sistem a fost folosit înainte de al doilea război mondial între New Orleans și Havana și este încă utilizat și în prezent.
- feribot cu pod înclinabil – sunt cele mai utilizate în prezent.

## Feribotul în România
În România primele feriboturi datează din timpul primului război mondial. În timpul ocupației, germanii au înființat un serviciu de feribot (cu ponton și pasarelă de racordare) între Giurgiu și Ruse și altul peste brațul Borcea care trebuia să restabilească legătura întreruptă prin distrugerea podului peste Dunăre de către trupele române în retragere.
În anul 1936 ia ființă un serviciu regulat de feribot între Giurgiu și Ruse, dotat cu două nave feribot de cel mai modern tip pentru transbordarea garniturilor de tren peste Dunăre. Mai târziu, după construirea podului Prieteniei, feribotul a fost mutat în sectorul Calafat. După inaugurarea podului Calafat – Vidin, serviciul de feribot între Calafat și Vidin a fost suspendat.
Recent, în anul 2007 firma CFR Ferry-Boat reîncepe activitățile de feribot în România prin efectuarea de transporturi de mărfuri în vagoane, transcontainere și TIR-uri pe liniile de feribot Constanța - Izmir - Mersin, Constanța - Samsun (Turcia) și Constanța - Poti - Batumi (Georgia).
Pe aceste linii circulă cele două nave feribot Eforie și Mangalia, construite în 1990 și având diferite capacități de încărcare:
- 108 vagoane de cale ferată, (57 t/vagon)
- 125 autovehicule, (40 t/autovehicul)
- 70 vagoane de cale ferată și 40 autovehicule.